# Fédération française de flying disc
 (avril 2015).
Si vous disposez d'ouvrages ou d'articles de référence ou si vous connaissez des sites web de qualité traitant du thème abordé ici, merci de compléter l'article en donnant les références utiles à sa vérifiabilité et en les liant à la section « Notes et références ».
La Fédération française de flying disc (FFFD) est une association française loi de 1901 fondée le 12 mai 1977 sous le nom d'Association française de frisbee (AFF).

## Historique
En 1979 paraît le premier ouvrage français consacré au frisbee, Pratique du frisbee, par Yves Bérard et Jacques Doetsch (respectivement président de l'Association française de frisbee et président de la Fédération belge de frisbee).
Le premier club français, le Hot Frisbee Club de Paris, est fondé en 1980 et en 1981, pour la première fois en France, un championnat européen d'ultimate est organisé, à Paris.
Le 11 juin 1982, la Fédération française de frisbee est officiellement déclarée et un deuxième club apparaît, le Sun Frisbee Club de Créteil.
En 1991, est créé la 2e Division en salle à 8 équipes (la Division 1 reste à 7 équipes). Le 3 janvier 1992, sur demande de « Wham’o » la fédération mondiale (WFDF) propose aux fédérations nationales l'intitulé Flying Disc au lieu de Frisbee. C'est ainsi que la Fédération française de frisbee devient la Fédération Flying Disc France (FFDE). Cette année là, deux poules de 7 figurent en Division 2 en salle (7 équipes en extérieur) et, les 16 et 17 mai, le championnat fédéral des épreuves individuelles est créé, à Nancy. Une exposition des sports de frisbee est organisée à La Samaritaine pendant tout le mois de juin.
Les 18 et 19 janvier 1992 commence la 1re coupe fédérale en salle à Pontarlier. En 1993, il y a 300 licenciés et plus de quinze clubs. L'année suivante est créée la Division 3 à 8 équipes (Division 1 : 8 équipes, Division 2 : 8 équipes) et le 10 septembre, une démonstration d'ultimate a lieu à l'ouverture du match PSG – Metz au Parc des Princes.
En 1995, à Fontenay-le-Comte, sont organisés les championnats d'Europe d'ultimate et de guts[Quoi ?] avec onze nations, 35 équipes, plus de 500 joueurs et 10 000 spectateurs. L'année suivante, à Nantes, sont organisés des championnats d'Europe d'ultimate des clubs en salle et est créé le PDGA France, l'association des joueurs de disc golf en France. Quatre-cents licenciés et plus de vingt clubs sont alors répertoriés. Le 1er et le 2 décembre, a lieu le 1er stage de formation fédérale niveau 1 (initiateur) et le 9 septembre une démonstration d'ultimate et de disciplines individuelles au Parc des Princes en avant première du match PSG - Monaco en Division 1 de football.
Plus de 500 licenciés (plus de trente clubs) sont comptabilisés en 1997. Le 25 et 26 avril 1998 a lie le 1er stage de formation fédérale niveau 2 (entraîneur).
Le 2 février 1999 commence le partenariat avec LMI & Fox (fabricant de disques français).
Le championnat extérieur à 16 équipes commence en 2000 et en 2001 avec 650 licenciés et 42 clubs. La Division 1 passe à 12 équipes (Division 1 : 12 équipes, Division 2 : 12 équipes, Division 3 : 16 équipes). Le 1er février,  un emploi jeune est embauché à temps complet. Le 1er avril, la 1re coupe fédérale des moins de 16 ans et moins de 19 ans (juniors) en extérieur est organisée à La Celle-Saint-Cloud.
Le livre Ultimate de Yves Félix Montagne (revue EPS – collection « de l'école aux associations – 253 pages) paraît en juin 2002 et, en octobre, la 1re coupe fédérale mixte est organisée, à Nemours puis les 1er et 2 décembre des structures équipes fédérales (équipe open, féminine et junior) sont mises en place. Le championnat extérieur passe à 20 équipes.
Du 23 au 30 août 2003, se déroule le 11e championnat d'Europe des nations en France, à Fontenay-le-Comte (avec 5 équipes françaises engagées). La même année commence la régionalisation en indoor.
La France finit 12e en catégorie mixte (Coed) au championnat du monde des nations (Turku, Finlande) (2004) et finit vice-championne du monde en Open (3e en féminine et 4e en master) à Figueira da Foz au Portugal.
En 2005, la France remporte son premier titre majeur au championnat d'Europe des clubs à Rostock en Allemagne grâce au club de Friselis, champion d'Europe en catégorie mixte.
Plus de 1 200 licenciés répartis dans 52 clubs sont comptabilisés en 2006 et le championnat extérieur passe à 43 équipes. Il est aussi créé un championnat beach.
En 2007, l'équipe de France Master termine 3e du championnat d'Europe des nations à Southampton, 9e pour les féminines, 7e pour les open, 4e pour les mixtes et 7e pour les juniors.
L'année suivante, le premier championnat d'Europe des nations d'ultimate est organisé sur plage au Pouliguen, l'ECBU08 : les équipes de France master et open terminent 2e dans leurs divisions respectives.
En 2009, 1 700 licenciés répartis dans 54 clubs sont comptabilisés et les juniors français terminent 2e derrière la Finlande au championnat d'Europe des - de 20 ans à Vienne.
En 2011, ce sont 2 000 licenciés répartis dans 60 clubs qui sont comptés. Les master français terminent à la 3e place du championnat d'Europe des nations de Maribor en Slovénie et les U17 terminent à la 3e place du championnat d'Europe juniors de Wroclaw (Pologne). Cette année-là est créée la première équipe U20 féminine.
En 2012, 2 400 licenciés répartis dans 70 clubs sont comptabilisés. Le 20 juin, la Fédération française de fresbee est agréée par le ministère des sports.
En 2019, la Fédération française de frisbee devient la Fédération française de flying disc (FFFD) et compte plus de 5 000 licenciés.
Depuis de nombreuses années, la fédération œuvre pour le développement de ses équipes afin que la France soit représentée dans diverses catégories d'âge et de genre (féminin, open et mixte). Notamment les équipes U20 excellent au plus haut niveau mondial depuis quelques années et l'équipe féminine U20 a été récompensé en 2024 par le titre de championne du monde en s'imposant en finale du championnat du monde face aux États-Unis.
En 2025, l'équipe de France mixte participera pour la 2e fois au world games.

## Ultimate
Des différentes disciplines que gère la FFDF, l'ultimate en est la plus connue. Ce sport se décline en trois versions : en salle (indoor), en extérieur sur gazon (outdoor), en extérieur sur sable (beach). S’ajoute à cela une version handisport appelé l'ultimate fauteuil.

### Organisation
Celle-ci repose sur des rencontres se déroulant sous forme de tournois en week-ends :
- en salle, de novembre à mars ;
- en extérieur, de mars à novembre, entrecoupée par les championnats internationaux en juillet ou août.

### Esprit du jeu
L'esprit du jeu est un élément fondamental de l'ultimate. Chaque compétition fédérale ou tournoi fait l'objet d'une remise de trophée : le prix de « l'esprit du jeu ». Ce prix est décerné par l'ensemble des équipes participantes à celle qui est considérée la plus méritante. Le principe repose sur la moyenne des notes attribuées par chaque équipe lors de la compétition. Ce prix n'a pas qu'une valeur symbolique, il est une gratification hautement prisée par toute équipe d'ultimate.

### Notation
La notation se fait sur cinq points :
- connaissance et application des règles ;
- fautes et contacts ;
- bon état d'esprit ;
- attitude positive et maîtrise de soi ;
- communication.

## Derniers championnats

### Outdoor - Championnat N1 Open
Le champion en titre, saison 2016-2017, est l'équipe de Pornichet (Tchac).

#### Classement de la saison 2016-2017
1. Tchac (Pornichet), champion de France
2. Iznogood ultimate (Noisy-le-Sec)
3. Sesquidistus (Strasbourg), esprit du jeu
4. Friselis (Versailles)
5. Sun (Créteil)
6. Magic Disc (Angers)
7. Freezgo Uno (Blois)
8. Raging Bananas (Nantes)
9. Discobols (Nîmes)
10. Friz'Toi (Luzarches) - Relégué en D2
11. 33 tours (Bordeaux) - Relégué en D2
12. Ultimate Vibration (Cergy) - Relégué en D2[2]

### Outdoor - Championnat N1 Mixte
Le champion en titre, saison 2016-2017, est l'équipe de Strasbourg (Sesquidistus).

#### Classement de la saison 2016-2017
1. Sesquidistus (Strasbourg), champion de France et esprit du jeu
2. BDM (Noisy-le-Sec)
3. Izaka (Noisy-le-Sec)
4. Tchac (Pornichet)
5. Friselis (Versailles)
6. Sun (Créteil)
7. Paris université club (ultimate frisbee) (Paris)
8. Monkey (Grenoble)
9. Freezgo Uno (Blois)

1. Raging Bananas (Nantes), relégué en N2
2. Rising Sun (Paris), relégué en N2
3. RFO (Île de Ré), relégué en N2[3]

## Palmarès fédéral Ultimate

### Champions + esprit du jeu
| Année     | Champion open + esprit du jeu                                       | Champion open indoor + esprit du jeu                              | Champion mixte + esprit du jeu                      | Champion women + esprit du jeu                | Champion women indoor + esprit du jeu         |
| --------- | ------------------------------------------------------------------- | ----------------------------------------------------------------- | --------------------------------------------------- | --------------------------------------------- | --------------------------------------------- |
| 2016/2017 | Tchac (Pornichet) Sesquidistus (Strasbourg)                         | Tchac (Pornichet) BTRex (Toulouse)                                | Sesquidistus (Strasbourg) Sesquidistus (Strasbourg) | Yaka (Noisy-le-Sec) Queen Kong (Grenoble)     | Yaka (Noisy-le-Sec) Sesquidistus (Strasbourg) |
| 2015/2016 |                                                                     | Tchac (Pornichet) Sesquidistus (Strasbourg)                       | Izaka(Noisy-le-Sec) Sesquidistus (Strasbourg)       |                                               | Yaka (Noisy-le-Sec) Phoenix (Montrouge)       |
| 2014/2015 | Tchac (Pornichet) Sun (Créteil)                                     | Tchac (Pornichet) Sun (Créteil)                                   | Izaka(Noisy-le-Sec) Sesquidistus (Strasbourg)       | Yaka (Noisy-le-Sec) Fillelis (Versailles)     |                                               |
| 2013/2014 | Iznogood (Noisy-le-Sec) Friz'Bizontins (Besançon)                   | Iznogood (Noisy-le-Sec) Mr Friz (Rennes)                          | BDM (Noisy-le-Sec) UV (Cergy)                       | Yaka (Noisy-le-Sec) Fillelis (Versailles)     |                                               |
| 2012/2013 | Tchac (Pornichet) Sun (Créteil)                                     | Tchac (Pornichet) Sun (Créteil)                                   | Friselis (Versailles) Tchac (Pornichet)             | Yaka (Noisy-le-Sec) Sesquidistus (Strasbourg) |                                               |
| 2011/2012 | Friselis (Versailles) Tchac (Pornichet)                             | Jack'Suns (Fontenay-le-Comte) Phoenix (Montrouge)                 | Friselis (Versailles) BDM (Noisy-le-Sec)            | Yaka (Noisy-le-Sec) Fillelis (Versailles)     |                                               |
| 2010/2011 | UV (Cergy-Pontoise) Friselis (Versailles)                           | Jack'Suns (Fontenay-le-Comte) Sun (Créteil)                       | BDM (Noisy-le-Sec) UV (Cergy)                       | Yaka (Noisy-le-Sec) Praying Mantix (Lyon)     |                                               |
| 2009/2010 | Jack'Suns (Fontenay-le-Comte) Sun (Créteil)                         | Jack'Suns (Fontenay-le-Comte) UV (Cergy)                          | BDM (Noisy-le-Sec) OUF (Tours)                      | Yaka (Noisy-le-Sec) Fillelis (Versailles)     |                                               |
| 2008/2009 | Jack'Suns (Fontenay-le-Comte) Anges des Monts (Saint-Jean-de-Monts) | Jack'Suns (Fontenay-le-Comte) Friselis (Versailles)               | BDM (Noisy-le-Sec) BTR (Toulouse)                   | Yaka (Noisy-le-Sec) Praying Mantix (Lyon)     |                                               |
| 2007/2008 | UV (Cergy) Sun (Créteil)                                            | Jack'Suns (Fontenay-le-Comte) Friselis 2 (Versailles)             | UV (Cergy)                                          | Fillelis (Versailles) Praying Mantix (Lyon)   |                                               |
| 2006/2007 | Iznogood ultimate (Noisy-le-Sec) Jack'Suns (Fontenay-le-Comte)      | Jack'Suns (Fontenay-le-Comte) Jack'Suns (Fontenay-le-Comte)       | BDM (Paris) BTR (Toulouse)                          | Yaka (Paris) Yaka (Paris)                     |                                               |
| 2005/2006 | Iznogood ultimate (Noisy-le-Sec) Jack'Suns (Fontenay-le-Comte)      | Friselis (Versailles) Anges des Monts (Saint-Jean-de-Monts)       | Iznogood ultimate (Noisy-le-Sec) BTR (Toulouse)     |                                               |                                               |
| 2004/2005 | UV (Cergy) Friselis (Versailles)                                    | UV (Cergy) Anges des Monts (Saint-Jean-de-Monts)                  |                                                     |                                               |                                               |
| 2003/2004 | UV (Cergy-Pontoise) Jack'Suns (Fontenay-le-Comte)                   | Flying Carpet (Pontarlier) Révolution'air (Paris)                 | BDM (Paris) BDM (Paris)                             |                                               |                                               |
| 2002/2003 | Iznogood ultimate (Noisy-le-Sec) Friselis (Versailles)              | UV (Cergy-Pontoise) Flying Carpet (Pontarlier)                    | OUF (Tours)                                         |                                               |                                               |
| 2001/2002 | UV (Cergy) UFO (Arradon)                                            | UV (Cergy) Flying Carpet (Pontarlier)                             | CLAC-CLAC (Paris)                                   |                                               |                                               |
| 2000/2001 | UV (Cergy) Jack'Suns (Fontenay-le-Comte) et Hultic (Le Havre)       | UV (Cergy) Astronef (Strasbourg)                                  |                                                     |                                               |                                               |
| 1999/2000 | UV (Cergy) OUF (Tours)                                              | UV (Cergy) Astronef (Strasbourg)                                  |                                                     |                                               |                                               |
| 1998/1999 | UV (Cergy) OUF (Tours)                                              | UV (Cergy) CRJ (Stains)                                           |                                                     |                                               |                                               |
| 1997/1998 | UV (Cergy) Tourtous (Brive-la-Gaillarde)                            | Iznogood (Noisy-le-Sec) Jack'Suns (Fontenay-le-Comte)             |                                                     |                                               |                                               |
| 1996/1997 | UV (Cergy) Jack'Suns (Fontenay-le-Comte)                            | Iznogood (Stains) Astronef (Strasbourg)                           |                                                     |                                               |                                               |
| 1995/1996 | Iznogood ultimate (Stains) Jack'Suns (Fontenay-le-Comte)            | Iznogood ultimate (Stains) Black Star (Stains)                    |                                                     |                                               |                                               |
| 1994/1995 | Iznogood ultimate (Stains) Alligators (Saint-Jean-de-Monts)         | Iznogood ultimate (Noisy-le-Sec) Daltons (Couilly-Pont-aux-Dames) |                                                     |                                               |                                               |
| 1993/1994 | Iznogood ultimate (Stains) Dalton's (Couilly-Pont-aux-Dames)        | Iznogood ultimate (Stains)                                        |                                                     |                                               |                                               |
| 1992/1993 | Iznogood ultimate (Stains)                                          | Iznogood ultimate (Stains)                                        |                                                     |                                               |                                               |
| 1991/1992 | Iznogood ultimate (Stains)                                          | Iznogood ultimate (Stains)                                        |                                                     |                                               |                                               |
| 1990/1991 | Invalids (Paris)                                                    | Invalids (Paris)                                                  |                                                     |                                               |                                               |
| 1989/1990 | Sun (Créteil)                                                       | Sun (Créteil)                                                     |                                                     |                                               |                                               |
| 1988/1989 |                                                                     | HOT (Paris)                                                       |                                                     |                                               |                                               |

### Champions + esprit du jeu autres catégories d'âges
| Année     | Master outdoor + esprit du jeu                          | Champion U20 outdoor + esprit du jeu         | Champion U20 indoor + esprit du jeu     | Champion U17 outdoor + esprit du jeu   | Champion U17 indoor + esprit du jeu    |
| --------- | ------------------------------------------------------- | -------------------------------------------- | --------------------------------------- | -------------------------------------- | -------------------------------------- |
| 2014/2015 |                                                         |                                              | Tchac (Pornichet) Feezgo Cuatro (Blois) |                                        | Magic Disc (Angers) Feezgo Uno (Blois) |
| 2013/2014 | UV (Cergy) Tchac (Pornichet)                            | RFO Île de Ré) Feezgo Uno (Blois)            | Tchac (Pornichet) Feezgo Uno (Blois)    | Feezgo Uno (Blois) Feezgo Uno (Blois)  | Tchac (Pornichet) Feezgo Uno (Blois)   |
| 2012/2013 | UV (Cergy) UV (Cergy)                                   | RFO (Île de Ré) Feezgo (Blois)               | AS Mer (Mer)                            | Freezgo (Blois) Freezgo (Blois)        | Freezgo (Blois)                        |
| 2011/2012 | UV (Cergy) UV (Cergy)                                   | Friz'Toi (Luzarches) UPA (Saint-Prix)        |                                         | Tchac (Pornichet) Tchac (Pornichet)    |                                        |
| 2010/2011 | Jack'Suns (Fontenay-le-Comte) Tchac (Pornichet)         |                                              |                                         | Friz'Toi (Luzarches) Tchac (Pornichet) |                                        |
| 2009/2010 | Master OUF (Tours) UFO (Arradon)                        | Mini-Tchac (Pornichet) BoloFlash (Luzarches) |                                         |                                        |                                        |
| 2008/2009 | Iznogood ultimate (Noisy-le-Sec) Révolution'air (Paris) | BoloFlash (Luzarches) Mini-Tchac (Pornichet) |                                         |                                        |                                        |
| 2007/2008 | Master OUF (Tours) UFO (Arradon) et Tchac (Pornichet)   |                                              |                                         |                                        |                                        |
| 2006/2007 | Frisbeurs (Nantes) Friz'Toi (Luzarches)                 |                                              |                                         |                                        |                                        |

## Le pôle France
Le pôle France est divisé en nombreuses équipes dues à la nature de ce sport. La France est actuellement[Quand ?] au 9e rang international
- Open : 11
- Mixte : 8
- Master : 7
- U23 Open : 13
- U20 Open : 8

### Équipes de France mixtes

#### Mixte extérieur

##### Championnats d'Europe
- 2003 : 7e Fontenay-le Comte (France)
- 2007 : 4e Southampton (Angleterre)
- 2011 : 4e Maribor (Slovénie)
- 2015 : 3e Copenhaugue (Danemark)
- 2019 : 2e Györ (Hongrie)
- 2023 : 1re Limerick (Irlande)

##### Championnats du monde
- 2004 : 12e Turku (Finlande)
- 2008 : 12e Vancouver (Canada)
- 2012 : 8e Sakai (Japon)
- 2016 : 4e Londres (Royaume-Uni)
- 2020 : Non disputé
- 2024 : 3e Gold Coast (Australie)

##### Jeux mondiaux
- 2022 :  6e Birmingham (USA)[8],[9] :

Joueurs :
- Mathieu Bosser (Tchac, Corsept) 10 points/1 passe ;
- Sullivan Roblet (Tchac, Corsept) 9 points/7 passes ;
- Vincent Lepagnol (Tchac, Corsept) 9 points/6 passes ;
- Quentin Roger (Tchac, Corsept) 7 points/16 passes ;
- Sacha Poitte-Sokolsky (RFO, La Rochelle) 4 points/6 passes ;
- Gaël Ancelin (SUC Ultimate, Strasbourg) 3 points/4 passes ;
- Éric Becker (Iznogood ultimate, Noisy-le-sec) 1 point/4 passes.

Joueuses :
- Eva Bornot (Freezgo, Blois) 6 points/0 passe ;
- Céline Antoine (SUC Ultimate, Strasbourg) 5 points/2 passes ;
- Pauline Berte (Monkey, Grenoble) 2 points/2 passes ;
- Lison Bornot (Paris université club (ultimate frisbee), Paris) 1 point/0 passe ;
- Coralie Fouquet (Freezgo, Blois) 1 point/2 passes ;
- Aline Mondiot (Iznogood ultimate, Noisy-le-sec) 0 point/5passes ;
- Florence Carayol (33 Tours, Bordeaux) 0 point/3 passes.

#### Mixte plage

##### Championnats d'Europe
- 2013 : 6e Calafell (Espagne)

##### Championnat du monde
- 2011 : 11e Lignano (Italie)
- 2023 : 1re Los Angeles (USA)
- 2017 : 13e Royan (France)

### Équipes de France open

#### Open extérieur

##### Championnats d'Europe
- 1991 : 9e Colchester (Angleterre)
- 1995 : 8e Fontenay-le Comte (France)
- 2003 : 8e Fontenay-le Comte (France)
- 2007 : 7e Southampton (Angleterre)
- 2011 : 10e Maribor (Slovénie)
- 2015 : 3e Copenhaugue (Danemark)
- 2019 : 14e Györ (Hongrie)
- 2023 : 5e Limerick (Irlande)

##### Championnats du monde
- 1983 : 9e Gothenborg (Suède)
- 1984 : 13e Luzern (Suisse)
- 1986 : 11e Colchester (Angleterre)
- 1988 : 15e Leuven (Belgique)
- 1989 : 10e Vejle (Danemark)
- 1990 : 13e Osle (Norvège)
- 1994 : 9e Colchester (Angleterre)
- 1996 : 13e Jonkoping (Suède)
- 2012 : 11e Sakai (Japon)
- 2016 : 9e Londres (Royaume-Uni)
- 2020 : Non disputé
- 2024 : 10e Gold Coast (Australie)

### Équipes de France féminines

#### Féminin extérieur

##### Championnats d'Europe
- 1995 : 6e Fontenay-le Comte (France)
- 2003 : 8e Fontenay-le Comte (France)
- 2007 : 9e Southampton (Angleterre)
- 2011 : 11e Maribor (Slovénie)
- 2015 : 8e Copenhaugue (Danemark)
- 2019 : 6e Györ (Hongrie)
- 2023 : 6e Limerick (Irlande)

##### Championnats du monde
- 1988 : 11e Leuven (Belgique)
- 1989 : 7e Vejle (Danemark)
- 2008 : 14e Vancouver (Canada)
- 2016 : 13e Londres (Royaume-Uni)
- 2020 : Non disputé
- 2024 : 10e Gold Coast (Australie)

### Équipes de France master open

#### Master open extérieur

##### Championnats d'Europe
- 1995 : 3e Fontenay-le-Comte (France)
- 2003 : 4e Fontenay-le Comte (France)
- 2007 : 3e Southampton (Angleterre)
- 2011 : 3e Maribor (Slovénie)

##### Championnats du monde
- 2008 : 7e Vancouver (Canada)
- 2012 : 7e Sakai (Japon)

#### Master Open plage

##### Championnats d'Europe
- 2008 : 2e Le Pouliguen (France)
- 2013 : 2e Calafell (Espagne)

##### Championnats du monde
- 2004 : 4e Figueira Da Foz (Portugal)
- 2011 : 3e Lignano (Italie)
- 2015 : 5e Dubaï (Émirats arabes unis)

### Équipes de France master mixte

#### Master mixte plage

##### Championnat d'Europe
- 2013 : 3e Calafell (Espagne)

### Équipes de France master women

#### Master women beach

##### Championnat d'Europe
- 2013 : 3e Calafell (Espagne)

### Équipes de France grand master open

#### Grand Master Open plage

##### Championnats d'Europe
- 2013 : 1er Calafell (Espagne)

##### Championnats du Monde
- 2011 : 4e Lignano (Italie)
- 2015 : 4e Dubaï (Émirats arabes unis)

### Équipe de France open U23

#### Championnats du monde
- 2010 : 13e Florence (Italie)
- 2013 : 12e Toronto (Canada)

### Équipe de France open U20

#### Championnats du monde
- 2008 : 7e Vancouver (Canada)
- 2010 : 9e Heilbronn (Allemagne)
- 2012 : 8e Dublin (Irlande)
- 2014 : 6e Lecco (Italie)
- 2022 : 2e Wrocław (Pologne)

#### Championnats d'Europe
- 2011 : 7e Wrocław (Pologne)
- 2013 : 4e Cologne (Allemagne)

### Équipe de France féminine U20

#### Championnats du monde
- 2012 : 12e Dublin (Irlande)
- 2014 : 9e Lecco (Italie)

#### Championnats d'Europe
- 2011 : 7e Wrocław (Pologne)
- 2013 : 2e Cologne (Allemagne)
- 2022: 2e Wrocław (Pologne)

### Équipe de France open U17

#### Championnats d'Europe
- 2010 : 6e Heilbronn (Allemagne)
- 2011 : 3e Wrocław (Pologne)
- 2012 : 4e Dublin (Irlande)
- 2013 : 4e Cologne (Allemagne)
- 2014 : 3e Lecco (Italie)
- 2015 : 4e Francfort (Allemagne)
- 2016 : 1re Ghent ( Belgique)
- 2018 : 1re Veenendaal ( PaysBas)
- 2019 : 1re Wroclaw (Pologne)
- 2022 : 2e Wroclaw (Pologne)
- 2023 : 2ee Padoue (Italie)

### Équipe de France féminine U17

#### Championnats d'Europe
- 2013 : 4e Cologne (Allemagne)
- 2014 : 2e Lecco (Italie)